# Peter Stockalper
Peter Stockalper (* um 1495 in Brig; † vor dem 9. Dezember 1563 ebenda) war ein Schweizer Militär und Politiker.
Er war Vizehauptmann in der Schlacht bei Pavia (1525), dann Hauptmann in französischen Diensten. Von 1532 bis 1558 war er mehrfach Kastlan von Brig und Grosskastlan des Zenden Brig. 
1540 war Peter Stockalper als Hauptmann von 550 Wallisern auf der Seite der deutschen Stadt Rottweil an der Landenbergischen Fehde beteiligt.
Von 1546 bis 1547 und von 1551 bis 1552 war er Walliser Landeshauptmann.